# Stade Armandie
Das Stade Armandie ist ein Rugby-Stadion in der französischen Stadt Agen,  Département Lot-et-Garonne, im Südwesten des Landes. Es ist seit der Eröffnung die Heimspielstätte des Rugby-Union-Clubs SU Agen, der in der höchsten Liga, der Top 14, vertreten ist. Die Anlage südlich des Stadtzentrums bietet Platz für 12.002 Zuschauer. Benannt ist es nach Alfred Armandie, dem Gründer des Vereins.

## Geschichte
1921 wurde das Stade Armandie fertiggestellt. In den Jahren 1965, 1972, 1991 und 2007 wurde es erweitert. Von 2008 bis 2010 folgte eine Renovierung. Während der Rugby-Union-Weltmeisterschaft 1991 war es am 13. Oktober Austragungsort des Vorrundenspiels zwischen Frankreich und Kanada (19:13).
Am 13. März 2019 wurden vom Bürgermeister Jean Dionis du Séjour Pläne für den Umbau des nahezu 100-jährigen Stade Armandie präsentiert. Die Kosten sollen bei geschätzt 26,4 Mio. Euro liegen. 15,4 Mio. sollen aus öffentlichen Mitteln kommen. Die weiteren elf Mio. Euro soll die SU Agen und ein Investorenpool aufbringen. Im Stadion soll u. a. ein Hotel entstehen. Dieses sollen die Investoren mit sieben Mio. finanzieren. Daneben sind Restaurants, Läden und weitere Dienstleistungen im Bereich Fitness geplant. Mit dem Umbau hofft die SU Agen auf Mehreinnahmen von jährlich zwei bis 2,5 Mio. Euro. Zur Saison 2022/23 soll der Umbau abgeschlossen sein.

## Tribünen
- Tribune Ferrasse: 2500 Sitzplätze, Nord[2]
- Tribune Basquet: 4500 Sitzplätze, Süd
- Tribune Lacroix: 2002 Sitzplätze, West
- Pesage: 3000 Stehplätze, Ost und rund um das Spielfeld